# 花の子ルンルン
『花の子ルンルン』（はなのこルンルン）は、1979年2月9日から1980年2月8日まで、テレビ朝日系列で毎週金曜19時から19時30分に全50話が放映されたテレビアニメ。『キャンディ・キャンディ』の後番組として製作・放映された。東映魔女っ子シリーズの1つに数えられる。

## 概要
『キャンディ・キャンディ』のヒットを受け、ヨーロッパを中心とした舞台を用意。花探しの旅を通じて人間的成長を遂げる作品の流れは、前作に通じるものである。このコンセプトのため、オリジナル魔法少女といっても、主人公ルンルンが使う魔法は当初、ドレスチェンジ程度にとどめられていた。魔法の道具である花の鍵は、途中機能アップが図られたものに変更された。この様なシリーズ途中での魔法アイテムの変更は、のちの作品でも慣例化したが、魔法少女物の本格的な玩具との初タイアップ化という点においても、見逃せない点である。新しい試みとして、話の最後には必ずセルジュがその話でルンルンと深く関わった登場人物に、ルンルンの思い出にと花の種を手渡し、その後の花が咲いた様子と花言葉が紹介された。トゲニシアにも花の種が手渡されたことがある。

### 「ルンルン」という言葉の流行と、本作との関係
本作の放送後の1982年ごろ、「ルンルン気分」という言葉が流行したことがある。一例として、漫画家の水沢めぐみ（集英社）の初期作品（「5月のお茶会」「ねむり姫のイブ」など）には吹き出し外の手書き文字で「ルンルン」ないし「ルン」またはひらがなで同様の表記が見られる。講談社の雑誌るんるんは一世代後の刊行。作家の林真理子は1982年『ルンルンを買っておうちに帰ろう』にて作家デビューし、当時のベストセラーを記録している。三省堂国語辞典 第4版（1992年発行）に、この語は掲載された。米川明彦編『日本俗語大辞典』（東京堂出版）2003年11月 ISBN 978-4490106381 において、「ルンルン」の語源は本作であるとする説を取っている。実際のところ、この言葉自体は、日本アニメーション「ペリーヌ物語」のOPの歌詞や、さらにさかのぼれば草野心平の「河童と蛙」（1938年）の河童をうたった詩にまでたどりつくこともできる。『魔女っ子大全集』（東映動画篇・バンダイ刊） 109頁において、「諸説紛々であったが、朝日新聞の裁定で本作が（当時流行した）「ルンルン気分」の語源である」としている。この語の発案者は原作者の神保史郎。「50音表を見て響きの良い言葉を選んだ」と語っている。

## ストーリー
遠い昔の地球では人間と花の精が仲良く暮らしていた。ところが欲深くなった人間は自然を大切にしなくなり、地球を離れた花の精は虹色の雲の向こうの小さな星・フラワーヌ星に自分たちの王国を作りあげる。しかし、地球に残った何人かの花の精は人間と結ばれ、花の精の血を受け継いできたのだった。
南フランスの小高い丘のふもとにある小さな田舎町で、花屋の祖父母と暮らすルンルンという女の子が12歳の誕生日を迎えたある日、言葉を喋る動物で白猫キャトーと犬のヌーボが現れる。二匹は花の精の血を引く「花の子」を探していて、魔法の綿毛でルンルンが「花の子」と知った二匹は自分たちがフラワーヌ星の使者だと話す。
キャトーとヌーボはフラワーヌ星の新しい国王には地球のどこかに咲く「七色の花」が必要で、それを探せるのは「花の子」の女の子だけだと言い、ルンルンに「七色の花」を探すよう訴える。自分が「花の子」だということに驚き、一度は祖父母を置いていけないと断るルンルンだったが、祖父母は「七色の花を見つけた女の子は幸せになれる」という家族の古い言い伝えを教えて、七色の花探しの旅を後押しするのだった。
ひそかにその様子をうかがう二つの影。それはフラワーヌ星に反旗を翻して滅ぼされた一族の子孫トゲニシアと、その手下のヤボーキだった。ルンルンが七色の花を見つけ出したら、それを横取りして自分が新しい女王になろうという魂胆なのだ。
旅のお供になったキャトーとヌーボから、魔法の道具の「花の鍵」を貰ったルンルンは、ヨーロッパを中心に各地でさまざまな人に出会う。時にはトゲニシアたちのちょっかいにも合いながら、困った人々を見つけては、持ち前の面倒見の良さと花の鍵の力で解決していった。
旅の先々でルンルンが出会うセルジュというさすらいの青年カメラマンは、幾度となくルンルンを助けたり励ましてきた。しかし旅の仲間に加わることはなく、風のように現れては去ってしまう。そんなセルジュにルンルンは淡い恋心を抱くのだった。
ある日、七色の花を見つけたルンルンだが、トゲニシアの横取りにあう。花粉風で発見場所の山頂から渓谷に飛ばされたルンルンは、セルジュを助けようして誤って滝壺に落ち、花の鍵も壊れてしまう。そのとき不思議な声が響き、「よき行いの報い」として新しくなった花の鍵を与えられて命を救われた。
七色の花を探す旅を続けていくルンルンだが、祖父が倒れたと知って急いで故郷に帰る。そこでルンルンが目にしたのは美しい花畑の丘だった。セルジュがルンルンと交流した人々に渡して歩いた花の種はやがて花を咲かせ、その美しさをルンルンにも見てもらいたいと考えた人々はルンルンあてに種を送ってきたのだ。この種をルンルンの代わりに祖父が畑に植え、「愛とまごころのしるし」ともいえる花畑に育てあげていた。祖父はこの世話で少し無理して倒れただけで、そう大ごとでは無かったのだ。
一安心するルンルンだが、祖父の身を案じ、花探しをやめると言い出した（祖父に説得され再度旅立つことを誓ったが）。これを聞いたトゲニシアらは花畑を潰してルンルンを旅立たせようと考え、花畑を無残に荒らしてしまった。花畑に残っていたつぼみを見つけ、愛おしんだルンルンの涙がつぼみに当たったその時、開いたその花は、探し求めていた「七色の花」だった。自分の探索の旅は無駄だったかと自問するルンルンに、祖父は「ルンルンの行いで、人々の愛とまごころがここに結集し七色の花が生まれたのだ」と論した。トゲニシアは花粉風を使って七色の花を奪い取ろうとするが、七色の花はこれを跳ね返し、トゲニシア達はどこかに飛ばされてしまった。花の鍵の光を七色の花に当て、フラワーヌ星へと続く虹の橋が現れた。ペガサスに引かれた薔薇の馬車に乗り、七色の花を届けに向かった。
フラワーヌ星についたルンルンは歓迎され、王家一族に迎えられた。花を探しだした偉業を王から称えられ、新国王の妃として迎えられることを伝えられるが、ルンルンはそれを拒絶する。しかし新国王候補とは、誰あろうセルジュその人であった。新しい花の鍵をくれたのも彼だった。だが、ルンルンの表情はなお暗い。祖父母を地球に残すことが気がかりで心から喜べないのだ。自分だけが幸せになるより、自分を育ててくれた祖父母にこそ幸せになって欲しい。そんなルンルンの苦悩と願いを、セルジュは理解していた。セルジュは、そんなルンルンだからこそ、深く愛したのだ。
戴冠式の日、王家、そしてセルジュが選択したのは、セルジュがルンルンと共に地球に行くことだった。王の座はセルジュの弟に託された。地球に花を愛する人々を増やす使命を受け、キャトーやヌーボらに見送られて、二人は祖父母の住む地球へと旅立っていった。
確かに七色の花は、ルンルンに幸せをもたらしたのである。

## 登場人物

### 主要人物
ルンルン・フラワー
声 - 岡本茉利
花の精と人間の子孫の「花の子」で、南フランス人の12歳の女の子。小さな田舎町で花屋の祖父母と暮らしていたが、キャトーとヌーボの頼みで地球のどこかに咲く「七色の花」を探す旅に出る。
明るく快活で、初登場時は男装して男の子と芝そりで遊ぶほどのおてんば。しかしドレスアップした時は華やいだ雰囲気を持つ、外ハネカールの短い金髪と青い目の可憐な美少女。キャトーとヌーボにもらったペンダントの「花の鍵」の中の鏡に花を映すと、限られた時間だけなりたい衣装に変身できる。
困っている人を放っておけない性格で、自分のことよりまず他人の事を思いやる優しさと行動力を持つ。花を愛する気持ちも人一倍強く、花言葉をスラスラ言える。両親を亡くしており、祖父母を大切にしている。15年前に父親と結婚する前の母親がイタリアンニ伯爵に求婚されたことを知った時は、ショックで飛び出してしまったことも。
最終回では七色の花を見つけたご褒美にセルジュの妃としてフラワーヌ星に迎えられるが、結婚を断って祖父母がいる地球に残ることにする。国王の座を弟に譲ったセルジュとともに、「地球に花を愛する人間を増やす」という新しい使命を与えられた。
第34話までは姫野美智がデザインした、肩に独特のフリルを付けた赤いコスチュームを着用し、第35話以降は進藤満尾がデザインした新コスチュームとなる。
セルジュ・フローラ
声 - 水島裕
ルンルンを助けてくれる謎の美形カメラマンで、ルンルンの憧れの存在。17歳。各話の終わりには、ルンルンに関わった人に花の種を渡して去っていく。
実は地球を離れた花の精が住むフラワーヌ星の王子で、小さい頃に人間を学ぶため地球に遣わされていた。弟が一人いるが、フラワーヌ星に帰るまでお互い面識はなかった。
フラワーヌ星では、新国王の戴冠式に必要な七色の花を見つけた花の子の少女を妃にする慣習があるようで、自分の妃になるかもしれないルンルンの旅を見守っていた。
キャトー
声 - 白石冬美
フラワーヌ星の国王からの使者で、ルンルンの旅のお供の一匹。人間の前でつい喋ってしまうことがあるが、利発なしっかり者。
地球では青い目の白いペルシャ猫に変身しているが、本来の姿は天使のような格好の白髪の少年。
ヌーボ
声 - 神山卓三
フラワーヌ星の国王からの使者で、ルンルンの旅のお供の一匹。おっとりしたのんびり屋だが、いざという時には頼りになる。
地球ではふわふわした耳の大型犬に変身しているが、本来の姿はふわふわした髪の大柄な男性。
トゲニシア
声 - 喜多道枝（ナレーター・アイキャッチも担当）
フラワーヌ星から来たトゲトゲ花の精。15歳。フラワーヌ星を乗っ取ろうとして滅ぼされた一族の子孫で、七色の花を横取りしてフラワーヌ星の女王になろうと企んでいる。
ルンルンと対照的にスラリとしたキツめの美少女で、ロングウェーブの茶髪と鮮やかな緑の瞳を持ち、寒色系のドレスを着ている。モデルはヴィヴィアン・リー。姫野美智のイメージ画は黒髪の貴族的な少女になっている。
意地悪な性格で美しい自然を憎んでおり、自然を壊すことが好き。「花粉嵐」という突風を起こす魔法が使えるが、これを使うと1週間、顔が皺だらけになってしまう。
最終回ではフラワーヌ星の女王になることは諦め、地球で仲間を増やして女王の座を手に入れようと決意する。
ヤボーキ
声 - はせさん治
トゲニシアの従者。トゲニシアに忠実だがドジで間抜けな性格。ずんぐりした胡散臭い中年紳士で、タヌキに似ているが花の精。
黒い傘を使った魔法で変身できるが、お尻にあるタヌキのしっぽのせいですぐに見破られてしまう。

### 主人公の家族たち
おばあちゃん
声 - 鈴木れい子
穏やかで心優しい祖母。ルンルンの母親代わり。いつも祖父やルンルンのことを気にかけている。
おじいちゃん
声 - 山田俊司（現・キートン山田）
ルンルンの母方の祖父。夫婦二人で花屋を営んでいる。もちろん旅立つ前のルンルンも手伝っていた。ルンルンが花を大好きになったのは、ここでの生活によるものが大きい。花の精や七色の花にまつわる家伝をルンルンに伝える。
ルンルンの母
故人。本名未詳。
第48話では、独身の頃のルンルンの母と、富豪のイタリアンニ伯爵（声 - 大木民夫）に求婚されるが、断ったという15年前のエピソードが語られる。
ルンルンの誕生日が、母の命日であったことを、伯爵の執事から聞かされる。
ルンルンの父
故人。本名未詳。第19話登場の、ライン河を運航する船の船長、ミューラー（声 - 柴田秀勝）は、顔やしぐさ、声までも亡き父にそっくりである。
母を亡くし心を閉ざした幼少のルンルンのために、妻方の義父母の住む田舎に帰郷し娘の治療・養育に尽力する。ルンルン5歳の頃、親子で登山に行った際に嵐にあって遭難し、父はルンルンを守りながら絶命する。これをきっかけにルンルンは、心を開き声を発することができた。

## 用語解説
花の精
かつて地球上に住んでいたとされる存在。人間と仲良く平和に共存していた。しかし傲慢になった人間は、やがて自然を破壊するようになり、花の精はやむなく「フラワーヌ星」へと移住し、自ら王国を作った。人間との外見上の大きな違いは、背中に妖精のような羽をもっていることで、フラワーヌ星ではその羽は見えており、空を飛ぶことができる。最終話でフラワーヌ星に来ていたトゲニシアやヤボーキにも生えており、これを使って飛び去るシーンがある。
フラワーヌ星
虹色の雲の向こうに存在するとされる星。花の精の国がある。現在の王は引退を考え、次期国王のために「花の子」を探し出し、七色の花を取ってくるよう、ヌーボ、キャトーらに命じる。
花の子
花の精らは「フラワーヌ星」へと移住したが、その何人かは地球に残り、人間と結婚していた。こうして生まれた、花の精の血を受け継いだ子孫のこと。ルンルンはその一人である。
花の鍵
ルンルンの変身アイテム。花の形をしたブローチで、花冠部の蓋をあけると鏡が仕込んである。道端に咲いている花に向けて蓋を開くと鏡より光線が放射され、その中でルンルンは変身する。
二種類登場し、一つは第1話から第24話前半に登場するもの。外見がシンプルで、花の色は白。呪文無しで変身する。ヌーボ達が王家より預かってきたもの。
服装をルンルンがイメージした通りに変化させるだけの能力しか無いが、意図的にやめない限り時間制限なく変身していられる。
もう一つは第24話後半以降（劇場版第2作を含む）のもので、外見がやや派手、全体は赤系。「フレール、フレール、フレール」と唱えて変身、そして変身後の能力も前よりアップしている。ただし時間に制限がある。ルンルンにとって命の代わりに授かったものであり、万が一壊れたりすると、ルンルンは地球に居られなくなるばかりでなく、フラワーヌ星にも行けなくなる。
変身時間に制限があるが、変身した服装に準じた能力を獲得する事が出来る（例として、パイロットの制服姿になると、飛行機の操縦が出来る）。
最終話でこれを与えたのはセルジュであることが判明する。この花の鍵は王家の印であり、王家の者だけが持つ鍵である。これを与えられることは、花の精にとって一番信頼されていることの証であり、花の精として認められたことを意味する。最終話で花の鍵は、フラワーヌ星に大切に保管されることになった。
七色の花
手にするものに幸せをもたらすといい、フラワーヌ星で国王になるために必要な花。国王の印である。形はスイセンに似るがその花びらは七色に輝く。
国王の一代限りで枯れてしまうため、代を継ぐためには新しい花が必要となる。荒らされた花畑を元通りに戻すなど、秘めた力を持っている。
これを探し出せるのは、「花の子」で地球に住む女の子、すなわちルンルンだけである。
花粉嵐
トゲニシアの特殊能力、花びらを含む突風を起こし、相手を吹き飛ばしてしまう。しかしこれを使うと、トゲニシアは1週間顔が皺だらけになる。劇場版第2作では、ルンルン一行を上野公園から浅草の五重塔最上部まで吹き飛ばす描写がある。

## スタッフ
- 企画 - 春日東（旭通信社）、山口康男（東映動画）
- 制作担当 - 佐々木章
- 原作 - 神保史郎
- オリジナルキャラクター - 姫野美智、荒木プロ
- 音楽 - 筒井広志
- チーフアニメーター - 進藤満尾
- チーフデザイナー - 伊藤英治
- チーフディレクター - 設楽博
- テレビ朝日プロデューサー - 碓氷夕焼
- 原画 - 荒木伸吾、姫野美智、伊東誠、平野俊弘 他
- 編集 - 祖田富美夫
- 録音 - 波多野勲→今関種吉
- 音響効果 - 伊藤道広
- 選曲 - 宮下滋
- 記録 - 荒井順子→樋口裕子
- 現像 - 東映化学
- 製作 - テレビ朝日、旭通信社、東映

## 主題歌

### オープニングテーマ
「花の子ルンルン」
作詞 - 千家和也 / 作曲 - 小林亜星 / 編曲 - 青木望 / 歌 - 堀江美都子、ザ・チャープス
オープニングテーマとして使用される。主人公の名前ルンルンを繰り返す、軽快な曲である。福良淳一の応援歌にもなっている。

### エンディングテーマ
「女の子って」
作詞 - 千家和也 / 作曲 - 小林亜星 / 編曲 - 青木望 / 歌 - 猪股裕子、小林亜星
エンディングテーマとして使用される。小林がアニソンを歌ったのは初。
なおOP・EDとも、ルンルンの衣装が変わった第35話以降も映像の変更は無かった。

### 挿入歌
「恋の花占い」
作詞 - 神保史郎 / 作曲 - 小林亜星 / 編曲 - 武市昌久 / 歌 - 堀江美都子
第50話冒頭でフラワーヌ星へ向かうルンルンの不安な心境を表現する曲として使用された。シングルレコードが発売された。
「ライラックの花言葉」
作詞 - 千家和也 / 作曲 - 小林亜星 / 編曲 - 武市昌久 / 歌 - 堀江美都子、こおろぎ'73

## 各話リスト
| 話数   | 放送日        | サブタイトル             | 脚本     | 演出 （絵コンテ）       | 作画監督          | 美術              | 花 - 花言葉                                         |
| ------ | ------------- | ------------------------ | -------- | ----------------------- | ----------------- | ----------------- | --------------------------------------------------- |
| 第1話  | 1979年 2月9日 | ふしぎな訪問者           | 城山昇   | 設楽博                  | 姫野美智          | 伊藤英治 田中資幸 | 赤いバーベナ - 一致協力                             |
| 第2話  | 2月16日       | 春の嵐が呼んだ夢         | 曽田博久 | 新田義方                | 森五郎            | 田中資幸          | アザミ - 独立                                       |
| 第3話  | 2月23日       | 古城に咲く七色の花       | 城山昇   | 高木厚嘉                | 鹿島恒保          | 原田謙一          | スイカズラ - 愛のきずな                             |
| 第4話  | 3月2日        | お姉ちゃんはバラの女王   | 曽田博久 | 本庄克彦 津野明朗       | 上村栄司          | 下川忠海 田中資幸 | バラ - 気づかない美                                 |
| 第5話  | 3月9日        | 花のない町               | 城山昇   | 古沢日出夫              | 木野達児 進藤満尾 | 田中資幸          | スズラン - 幸福がかえる                             |
| 第6話  | 3月16日       | ぶどう畑のお婆ちゃん     | 吉田喜昭 | 本庄克彦 （杉山卓）     | 札木幾夫          | 伊藤英治          | ケシ - 慰め                                         |
| 第7話  | 3月23日       | ビレネーに咲く花         | 城山昇   | 山本寛巳                | 鹿島恒保          | 下川忠海          | イロマツヨイグサ - 静かな喜び                       |
| 第8話  | 3月30日       | 小さなコロンブスの夢     | 曽田博久 | 高木厚嘉                | 大鹿日出明        | 田中資幸          | タチアオイ - 大きな志                               |
| 第9話  | 4月6日        | マジョルカ島の夕焼け     | 城山昇   | 新田義方                | 長谷川憲生        | 伊藤英治          | ノボリフジ - 欲深い心                               |
| 第10話 | 4月20日       | マドリッドの愛の小箱     | 曽田博久 | 本庄克彦 （津野二朗）   | 水村十司          | 松宮正純          | シクラメン - 疑いを持つ                             |
| 第11話 | 4月27日       | 友情の闘牛士             | 城山昇   | 山本寛巳                | 青嶋克己          | 下川忠海          | ワスレナグサ - 真実の友情                           |
| 第12話 | 5月4日        | アンダルシアの少女の願い | 曽田博久 | 本庄克彦 （大町繁）     | 上村栄司          | 伊藤英治          | ライラック - 友情                                   |
| 第13話 | 5月18日       | 憎しみを乗せた貨物船     | 城山昇   | 遠藤勇二                | 小川明弘          | 田原優子          | キョウチクトウ - 危険                               |
| 第14話 | 5月25日       | ホームシック特急         | 曽田博久 | 本庄克彦 （津野二朗）   | 水村十司          | 谷博次            | シオン - 遠方にある人をおもう                       |
| 第15話 | 6月1日        | 花の街のヒロイン         | 金春智子 | 設楽博                  | 鹿島恒保          | 田中資幸          | 白い菊 - 誠実                                       |
| 第16話 | 6月8日        | 木靴のシンデレラ         | 城山昇   | 本庄克彦 （山口秀憲）   | 大鹿日出明        | 伊藤英治          | スイセン - うぬぼれ                                 |
| 第17話 | 6月15日       | 風車小屋の花どろぼう     | 曽田博久 | 佐々木正広              | 佐々木正広        | 田原優子          | サクラソウ（プリムラ・オーリキュラ） - 貪欲         |
| 第18話 | 6月22日       | 移り気な恋心             | 城山昇   | 新田義方                | 花咲満            | 山口俊和          | アジサイ - 移り気                                   |
| 第19話 | 6月29日       | ライン河のめぐり逢い     | 曽田博久 | 遠藤勇二                | 札木幾夫          | 田原優子          | 黄色いゼラニウム - 偶然の出会い                     |
| 第20話 | 7月6日        | 古城の見える丘           | 金春智子 | 岡崎稔                  | 端名貴勇          | 田中資幸          | ガーベラ - 神秘                                     |
| 第21話 | 7月13日       | ブレーメンのわんぱく坊や | 城山昇   | 古沢日出夫              | 水村十司          | 田原優子          | オオキンケイギク - いつも明るく                     |
| 第22話 | 7月20日       | 絵の中のやさしい母       | 曽田博久 | 山本寛巳                | 木野達児          | 伊藤英治 加藤清   | ゼニアオイ - 母の愛                                 |
| 第23話 | 7月27日       | 幻の白馬の騎士           | 金春智子 | 新田義方                | 鹿島恒保          | 伊藤英治          | ナデシコ - 勇敢                                     |
| 第24話 | 8月3日        | 奇跡の花の鍵             | 曽田博久 | 佐々木正広              | 大鹿日出明        | 下川忠海          | コスモス - 乙女の真心                               |
| 第25話 | 8月10日       | ナイフを持った湖畔の少年 | 城山昇   | 遠藤勇二                | 永木龍博          | 伊藤英治          | ジギタリス - 不誠実                                 |
| 第26話 | 8月17日       | 泥にまみれた愛の涙       | 城山昇   | 岡崎稔                  | 端名貴勇          | 田原優子          | アザレア - 愛されることを知った喜び                 |
| 第27話 | 8月24日       | 家庭教師は勉強が苦手     | 金春智子 | 新田義方                | 田代和男          | 伊藤英治          | アマリリス - 強い虚栄心                             |
| 第28話 | 9月7日        | 奪われた手紙             | 曽田博久 | 古沢日出夫              | 水村十司          | 山川晃            | アヤメ - 良き便り                                   |
| 第29話 | 9月14日       | 飛行船ただいま漂流中     | 曽田博久 | 山本寛巳                | 鹿島恒保          | 田原優子          | ハシバミ - 仲直り                                   |
| 第30話 | 9月21日       | 真夜中の回転木馬         | 金春智子 | 新田義方                | 永木龍博          | 下川忠海          | シネラリア - いつも喜びに満ちて                     |
| 第31話 | 9月28日       | ヴァイキングの宝物       | 安藤豊弘 | 遠藤勇二                | 大鹿日出明        | 田原優子          | クレマチス - 美しい心                               |
| 第32話 | 10月5日       | 罠にかかった子熊         | 城山昇   | 設楽博                  | 水村十司          | 田中資幸          | ニオイアラセイトウ - 愛情の絆                       |
| 第33話 | 10月12日      | 白夜の国の幼なじみ       | 曽田博久 | 岡崎稔                  | 進藤満尾          | 下川忠海          | キンポウゲ - 子供らしさ                             |
| 第34話 | 10月19日      | ラップランドの兄弟       | 城山昇   | 山本寛巳                | 田代和男          | 田原優子          | ハナダイコン - 競争                                 |
| 第35話 | 10月26日      | 危険を招くペンダント     | 金春智子 | 本庄克彦                | 鹿島恒保          | 下川忠海          | アゲラタム - 信頼                                   |
| 第36話 | 11月2日       | 再会の緊急着陸           | 安藤豊弘 | 本庄克彦 （佐々木正広） | 永木龍博          | 伊藤英治          | サンピタリア - 切なる喜び                           |
| 第37話 | 11月9日       | 奇人博士の館             | 金春智子 | 遠藤勇二                | 進藤満尾          | 有川知子          | サボテン - 熱情                                     |
| 第38話 | 11月16日      | 拾った子犬               | 城山昇   | 古沢日出夫              | 木場田実          | 伊藤英治          | カンパニュラ - 感謝                                 |
| 第39話 | 11月23日      | モロッコへの片道切符     | 曽田博久 | 設楽博                  | 札木幾夫          | 下川忠海          | ニチニチソウ - 楽しい思い出                         |
| 第40話 | 11月30日      | ファンタジアの銃声       | 曽田博久 | 山本寛巳                | 大鹿日出明        | 田原優子          | オオバコ - 白人の足跡                               |
| 第41話 | 12月7日       | エジプト女王の指輪       | 城山昇   | 佐々木正広              | 進藤満尾          | 有川知子          | ペチュニア - あなたと一緒なら心がやわらぐ           |
| 第42話 | 12月14日      | シチリアの逃亡者         | 安藤豊弘 | 古沢日出夫              | 田代和男          | 田原優子          | ヘリオトロープ - 献身                               |
| 第43話 | 12月21日      | 危険な宝もの             | 金春智子 | 遠藤勇二                | 鹿島恒保          | 田中資幸          | 白いアネモネ - 真心                                 |
| 第44話 | 12月28日      | 花粉風に舞った一枚の写真 | 城山昇   | 佐々木正広              | 永木龍博          | 伊藤英治          | ハナビシソウ - 私の希望を入れてください             |
| 第45話 | 1980年 1月4日 | トレビの泉の誓い         | 金春智子 | 山本寛巳                | 木場田実          | 伊藤英治          | シロツメクサ - 約束                                 |
| 第46話 | 1月11日       | 帰れ愛のフィレンツェ     | 曽田博久 | 遠藤勇二                | 大鹿日出明        | 田中資幸          | サルビア - 良い家庭                                 |
| 第47話 | 1月18日       | 盗まれた花の鍵           | 金春智子 | 山本寛巳                | 進藤満尾          | 有川知子          | キキョウ - 変わらぬ愛                               |
| 第48話 | 1月25日       | サン・レモの慕情のひと   | 曽田博久 | 山本寛巳                | 田代和男          | 伊藤英治          | ラナンキュラス - 魅力ある金持ち                     |
| 第49話 | 2月1日        | 虹を招く七色の花         | 城山昇   | 遠藤勇二                | 鹿島恒保          | 田中資幸          | 七色の花 - 愛とまごころ（架空の花と花言葉）         |
| 第50話 | 2月8日        | 花いっぱいの幸せを       | 城山昇   | 佐々木正広              | 永木龍博          | 伊藤英治          | センニチソウ（センニチコウ） - 変わらぬ愛情を永遠に |
| 劇場版 | 3月15日       | こんにちわ桜の国         | 城山昇   | 遠藤勇二                | 永木龍博          | 田原優子          | グラジオラス - 警告                                 |

## 放送局
※放送日時は個別に出典が掲示してあるものを除き、1979年9月中旬 - 10月上旬時点、放送系列は放送当時のものとする。
| 放送地域               | 放送局             | 放送系列                                     | 放送日時                                            | 備考 |
| ---------------------- | ------------------ | -------------------------------------------- | --------------------------------------------------- | --- |
| 関東広域圏             | テレビ朝日         | テレビ朝日系列                               | 金曜 19:00 - 19:30                                  | 制作局 |
| 北海道                 | 北海道テレビ       | テレビ朝日系列                               | 金曜 19:00 - 19:30                                  | |
| 宮城県                 | 東日本放送         | テレビ朝日系列                               | 金曜 19:00 - 19:30                                  | |
| 福島県                 | 福島中央テレビ     | 日本テレビ系列 テレビ朝日系列                | 金曜 19:00 - 19:30                                  | |
| 新潟県                 | 新潟総合テレビ     | フジテレビ系列 日本テレビ系列 テレビ朝日系列 | 金曜 19:00 - 19:30                                  | 現・NST新潟総合テレビ。                                                                                          |
| 静岡県                 | 静岡けんみんテレビ | テレビ朝日系列                               | 金曜 19:00 - 19:30                                  | 現・静岡朝日テレビ。 1979年6月までは日本テレビ系列とのクロスネット局。                                           |
| 中京広域圏             | 名古屋テレビ       | テレビ朝日系列                               | 金曜 19:00 - 19:30                                  | |
| 近畿広域圏             | 朝日放送           | テレビ朝日系列                               | 金曜 19:00 - 19:30                                  | 現・朝日放送テレビ。                                                                                             |
| 広島県                 | 広島ホームテレビ   | テレビ朝日系列                               | 金曜 19:00 - 19:30                                  | |
| 香川県 →香川県・岡山県 | 瀬戸内海放送       | テレビ朝日系列                               | 金曜 19:00 - 19:30                                  | 1979年3月（第8話）までの放送エリアは香川県のみ。 1979年4月の岡山・香川の電波相互乗り入れで岡山県にもエリア拡大。 |
| 福岡県                 | 九州朝日放送       | テレビ朝日系列                               | 金曜 19:00 - 19:30                                  | |
| 熊本県                 | テレビ熊本         | フジテレビ系列 日本テレビ系列 テレビ朝日系列 | 金曜 19:00 - 19:30                                  | 1979年4月6日放送開始。                                                                                           |
| 青森県                 | 青森放送           | 日本テレビ系列 テレビ朝日系列                | 金曜 17:30 - 18:00                                  | 1980年3月21日まで放送。                                                                                          |
| 岩手県                 | テレビ岩手         | 日本テレビ系列 テレビ朝日系列                | 土曜 17:30 - 18:00                                  | 次番組『魔法少女ララベル』は岩手放送（現・IBC岩手放送）にて放送。                                                |
| 秋田県                 | 秋田放送           | 日本テレビ系列                               | 金曜 17:00 - 17:30                                  | |
| 山形県                 | 山形放送           | 日本テレビ系列                               | 火曜 17:30 - 18:00                                  | |
| 山梨県                 | テレビ山梨         | TBS系列                                      | 火曜 17:20 - 17:50                                  | |
| 長野県                 | 長野放送           | フジテレビ系列                               | 木曜 17:30 - 18:00                                  | |
| 石川県                 | 北陸放送           | TBS系列                                      | 水曜 17:00 - 17:30                                  | |
| 福井県                 | 福井放送           | 日本テレビ系列                               | 金曜 17:20 - 17:50                                  | |
| 島根県・鳥取県         | 山陰放送           | TBS系列                                      | 金曜 17:30 - 18:00                                  | |
| 山口県                 | 山口放送           | 日本テレビ系列 テレビ朝日系列                | 金曜 17:15 - 17:45                                  | |
| 徳島県                 | 四国放送           | 日本テレビ系列                               | 火曜 17:30 - 18:00                                  | |
| 愛媛県                 | 愛媛放送           | フジテレビ系列                               | 水曜 17:25 - 17:55                                  | 現・テレビ愛媛。 1980年3月12日まで放送。                                                                         |
| 高知県                 | テレビ高知         | TBS系列                                      | 木曜 16:55 - 17:25                                  | |
| 長崎県                 | 長崎放送           | TBS系列                                      | 月曜 17:20 - 17:50                                  | |
| 大分県                 | テレビ大分         | フジテレビ系列 日本テレビ系列 テレビ朝日系列 | 木曜 17:30 - 18:00                                  | |
| 宮崎県                 | 宮崎放送           | TBS系列                                      | 水曜 17:30 - 18:00 火曜 17:30 - 18:00（最終回時点） | 1980年3月12日まで放送。                                                                                          |
| 鹿児島県               | 鹿児島テレビ       | フジテレビ系列 日本テレビ系列 テレビ朝日系列 | 金曜 17:45 - 18:15                                  | |
| 沖縄県                 | 沖縄テレビ         | フジテレビ系列                               | 水曜 17:30 - 18:00                                  | |

## 劇場版

### 花の子ルンルン
1979年7月21日に「'79国際児童年記念 東映まんがまつり」内で公開された（ただし一部地域のみ）。同時上映は『パンダの大冒険』（リバイバル）・『SF西遊記スタージンガー 悪夢のバリバリゾーン』・『ねずみのよめいり』・『バトルフィーバーJ』
テレビ版第15話を劇場用にブローアップした作品。なお「東映アニメーション魔女っ子シリーズ」のTVブローアップ作品はこれが最後。

### 花の子ルンルン こんにちわ桜の国
1980年3月15日に「東映まんがまつり」内で公開された。併映は『世界名作童話 森は生きている』・『銀河鉄道999 ガラスのクレア』・『ゼンダマン ピラミッドの箱の謎だよ! ゼンダマン』・『仮面ライダー 8人ライダーVS銀河王』。
「東映アニメーション魔女っ子シリーズ」初の劇場用新作。タイトルの内『こんにちわ桜の国』は、サブタイトル的な扱いになっている。
本作では、友達の岡野みどり（声 - 中谷ゆみ）と岡野義夫（声 - 駒沢とよ子）に会うため、テレビ版では未登場の日本にルンルン一行が行くという設定で、トゲニシアとヤボーキのほか、セルジュも登場。上野公園を始めとした東京の様々な場所のほか、京都が物語後半に登場している。また後番組『魔法少女ララベル』を手掛けた進藤満尾のデザインによるゲストキャラが登場する。
長きに渡って映像ソフト化がなされなかったが、2005年3月25日に株式会社ハピネットから発売されたDVD-BOX2に、映像特典として収録されている。
スタッフ
演出 - 遠藤勇二
脚本 - 城山昇
原作 - 神保史郎
企画 - 山口康男
オリジナルキャラクター - 姫野美智、荒木プロ
美術 - 伊藤英治
音楽 - 筒井広志
チーフアニメーター - 進藤満尾

## 小説
- 『名作ドラマシリーズ 花の子ルンルン』神保史郎、朝日ソノラマ、1979年。

## 関連商品
日本コロムビアより発売

### EP
花の子ルンルン/女の子って
SCS-467：1979年3月
朝日ソノラマからは「ソノシート」、徳間音楽工業からは「ファンファニー」が発売されていた。
恋の花占い/ライラックの花言葉
CK-553：1980年1月
下記ヒット曲集からのシングルカット版。堀江美都子のレコードリリースとして発売。ジャケットに本作からの図版は使用せず。

### LP
花の子ルンルン ヒット曲集
CS-7159：1980年1月1日/ CPY-763：1980年1月1日（同アルバムのCカセット版）。
主題歌や挿入歌と花ことばが交互に収録されている。岡本茉利が花ことばのナレーションを担当している。

### 音楽CD
日本コロムビア より発売
- シングルCD

「TIME TRIP CD4」キャンディキャンディ/あしたがすき/花の子ルンルン/女の子って
CODC-6247：1989年6月1日
- アルバムCD

魔女っ子大作戦 スペシャル・ソング・コレクション
（1999年1月21日発売 CD1枚·総24曲アルバムに収録） COCX-30267 OPとEDの主題歌に収録。
歌いつがれる少女の夢 東映動画 魔法少女アニメ全集
（1994年8月21日発売 CD2枚アルバムに収録） COCC-11865/6 OPとEDの主題歌+2曲挿入歌に収録。

### 音楽CD（書籍扱い）
毎日コミュニケーションズより発売
蘇る! 東映アニメアンソロジー 03 魔女っ子メグちゃん＆花の子ルンルン
2004年12月 ISBN 978-4839916442
- このほか、堀江美都子がリリースしているアルバムにも多数収録されている。

### DVD
DVD-BOX （全巻封入特典・シリーズ全15巻・DISK枚組数：5枚組・販売元：株式会社ハピネット）
- DVD-BOX 1 [2005年1月28日発売] BIBA-9126
  - 花の子ルンルン 1・2 （DISK1：第1話から第5話、DISK2：第6話から第10話まで収録・DVD面層：片面2層）
  - 花の子ルンルン 3・4 （DISK1：第11話から第15話、DISK2：第16話から第20話まで収録・DVD面層：片面2層）
  - 花の子ルンルン 5 （第21話から第25話まで収録・DVD面層：片面1層）
    - DVD-BOX 1 特典内容
      - 特殊仕様：姫野美智描き下ろしアートBOX仕様
      - 封入特典：特製オリジナルブックレット / ピクチャーレーベル
      - 映像特典：予告編完全収録！
- DVD-BOX 2 [2005年3月25日発売] BIBA-9127
  - 花の子ルンルン 6・7 （DISK1：第26話から第30話、DISK2：第31話から第35話まで収録・DVD面層：片面2層）
  - 花の子ルンルン 8・9 （DISK3：第36話から第40話、DISK4：第41話から第45話まで収録・DVD面層：片面2層）
  - 花の子ルンルン 10 （DISK5：第46話から第50話まで収録・DVD面層：片面1層）
    - DVD-BOX 2 特典内容
      - 特殊仕様：ピクチャーディスク
      - 封入特典：姫野美智描き下ろしアートBOX仕様 / 特製オリジナルブックレット
      - 映像特典：幻の劇場版『こんにちは桜の国』

## 新作アニメ
本作品を原作とした新作アニメ『花仙子-之魔法香対論（中国原題）』を、東映アニメーションの中国子会社「東映動漫（上海）」とテンセントビデオが共同で製作することが2023年8月9日に発表され、2024年10月25日には第1弾先行PVが公開された。
中国でも本作品が『花仙子』の題名で1980年代に展開されていたことから、今回中国向けに44年ぶりの新作として製作、本作品を元に現代的な要素も採り入れている。

### スタッフ（新作）
- 原作：TVアニメーション「花の子ルンルン」（東映アニメーション）
- アニメーション制作：wawayu anime studio